# Coco Pilou
Coco Pilou est une émission télévisée de jeunesse diffusée en Nouvelle-Calédonie, animée depuis de longues années par Guy Raguin. 
Cette émission, diffusée sur Télé Nouvelle-Calédonie, a été rebaptisée depuis début 2007 Kikou les Copains, sur le même principe et avec le même présentateur.
Depuis février 2010, Guy Raguin réalise une nouvelle émission jeunesse: Le bateau rigolo.